# Matasunta
Matasunta foi a filha de Eutarico e Amalasunta e a irmã do rei ostrogótico da Itália Atalarico (r. 526–534). Os avós materno deles foi Teodorico, o Grande (r. 474–526) e Audofleda.

## História
A Gética de Jordanes registra: "Eutarico, que casou com Amalasunta, gerou Atalarico e Matasunta. Atalarico morreu nos anos de sua infância, e Matasunta casou-se com Vitige, a quem não deu nenhuma criança. Ambos foram levados por Belisário para Constantinopla (em 540). Quando Vitige passou dos assuntos humanos, o patrício Germano, um primo do imperador Justiniano I (r. 527–565), tomou Matasunta em casamento e fez-a uma patrícia ordinária. E dela gerou um filho, também chamado Germano. Mas após a morte de Germano, ela permaneceu viúva." Um epitalâmio de Cassiodoro, hoje preservado em fragmentos, acerca do casamento entre Vitige e Matasunta em Ravena foi escrito em algum momento entre a ascensão de Vitige em dezembro de 536 e a partida para Roma em fevereiro de 537; outra obra sobrevivente de Cassiodoro, um panegírico, também relata o casamento.
O filho dela, Germano, nasceu após a morte de seu pai (final de 550 / começo de 551). Nada mais se sabe sobre ele com certeza, embora possa possivelmente ser identificado com o patrício homônimo, um senador líder no reinado do imperador Maurício (r. 582–602) cuja filha casou-se com o filho mais velho de Maurício, Teodósio. Michael Whitby identifica o jovem Germano com o homônimo, genro de Tibério II (r. 574–582) e Ino Anastácia.